# Сафоновское сельское поселение (Белгородская область)
Сафо́новское се́льское поселе́ние — муниципальное образование в Ивнянском районе Белгородской области.
Административный центр — село Сафоновка.

## История
Сафоновское сельское поселение образовано 20 декабря 2004 года в соответствии с Законом Белгородской области № 159.

## Население
| 2010 | 2011 | 2012 | 2013 | 2014 | 2015 | 2016 | 2017 | 2018 |
| ---- | ---- | ---- | ---- | ---- | ---- | ---- | ---- | ---- |
| 875  | ↘873 | ↘862 | ↘849 | ↗864 | ↘847 | ↘831 | ↘821 | ↗827 |
| 2019 | 2020 | 2021 |      |      |      |      |      |      |
| ↘810 | ↘782 | ↘736 |      |      |      |      |      |      |

## Состав сельского поселения
| № | Населённый пункт | Тип населённого пункта       | Население |
| - | ---------------- | ---------------------------- | --------- |
| 1 | Ольховатка       | село                         | ↘297      |
| 2 | Орловка          | село                         | ↘258      |
| 3 | Сафоновка        | село, административный центр | ↘320      |